# Thermes des Lutteurs
Les thermes des Lutteurs à Saint-Romain-en-Gal, découverts en 1991 font partie d'un ensemble d'une superficie de huit hectares qui comporte une esplanade de cinq hectares bordée à l'est, du côté du fleuve, du portique du Rhône, à l'ouest des thermes du palais du Miroir et au nord de l'hémicycle ouest, du portique nord et des thermes des Lutteurs. La présence de cet ensemble monumental sur la rive droite montre que la ville gallo-romaine de Vienne s'étendait sur les deux rives du fleuve.

## Histoire
Ils ont été construits au cours du Ier siècle vers 65, transformés au IIe siècle et abandonnés au IIIe siècle.
Le département est devenu propriétaire du site en 1970 et au cours des travaux de restauration et de création d'un musée, les thermes des Lutteurs ont été mis au jour.

## Les bâtiments

### Plan d’ensemble
Les bâtiments s'étendent sur 3 500 m2.
La cour d'entrée, au sud, surplombe l'esplanade et possède une piscine rectangulaire de 37 mètres de long.
Une galerie semi-circulaire entourait la cour donnant sur l'esplanade  et l'entrée se faisait par en son milieu.
Les pièces se répartissaient de façon symétrique à partir du vestibule d'entrée carré. 

#### Premiers thermes
Deux frigidaria (salles froides) avec piscine encadrent l'entrée et donnent directement dans le tepidarium (salle tiède) de 170 m2 situé au nord de l'entrée. Il donne dans le caldarium (salle chaude). Les frigidaria et le caldarium sont munies d'absides côtés Est et Ouest.

#### Thermes auIIIesiècle
L'accès depuis l'esplanade se fait par deux escaliers qui prolongent la galerie et la piscine est réduite.
L'entrée et les deux frigidaria sont réunies, dotées de couloirs rejoignant les caldari, les absides sont supprimées et deux piscines rectangulaires construites à leur emplacement. Le tepidarium n'est pas modifié, mais dans le caldarium les absides sont remplacées par deux bains rectangulaires.
Des latrines publiques sont construites dans la partie ouest avec accès direct depuis l'extérieur.

#### Décors
Les latrines publiques sont ornées de peintures murales présentant des sportifs : lutteurs, pugilistes, discobole, un entraineur ou arbitre.
Des mosaïques présentent, dans des médaillons octogonaux, des sportifs récompensés d'une palme ou d'une coupe en forme de vase.

#### Circuit de l'eau
Leur construction, en 65, barre la rue des Thermes et détruit le collecteur situé sous sa chaussée. Le circuit de l'eau doit être refait.

## Galerie

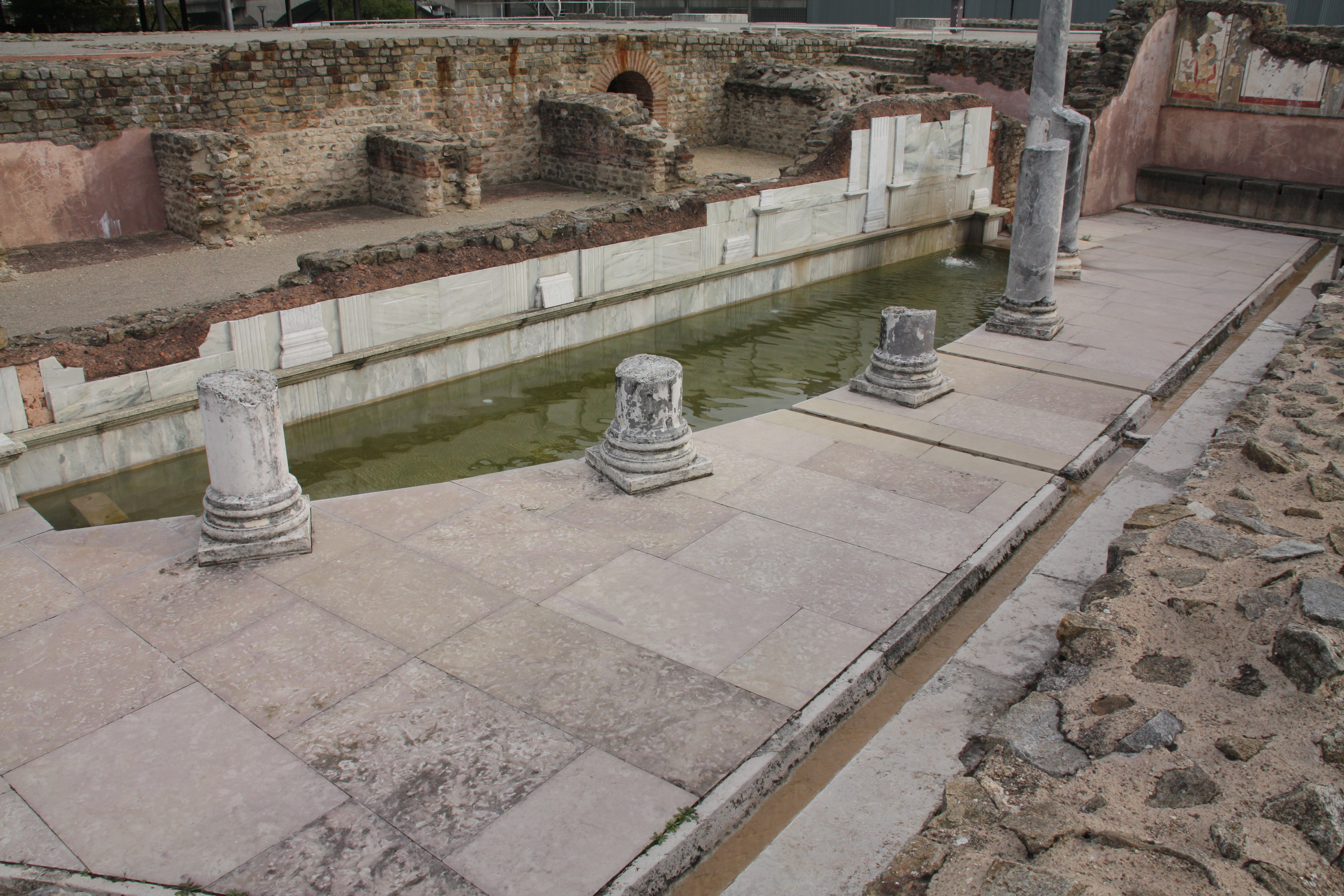
Les latrines vues du nord-ouest